# Germagnat

Germagnat este o comună în departamentul Ain din estul Franței.